# Magia (album Shakira)
Magia è il primo album in studio della cantante colombiana Shakira, pubblicato il 24 giugno 1991 dalla Columbia Records.

## Descrizione
Pubblicato quando Shakira aveva soltanto 14 anni, il disco è composto da otto canzoni più un remix, scritte in parte da lei e in parte da musicisti che hanno collaborato. Sebbene molti testi sono incentrati sui primi amori, ve ne sono altri trattanti differenti tematiche: Gafas oscuras è stato scritto dalla cantante per suo padre, che, perduto il suo giovane figlio in un incidente stradale, portava sempre occhiali da sole per nascondere la tristezza che traspariva dagli occhi.
Il disco ha venduto 1200 copie ed è attualmente fuori produzione.

## Tracce
Testi e musiche di Shakira Mebarak, eccetto dove indicato.
Lato A
1. Sueños – 3:27
2. Esta noche voy contigo – 3:34 (Miguel Enrique Cubillos N.)
3. Lejos de tu amor – 2:53 (Pablo Tedeschi)
4. Magia – 4:43

Lato B
1. Cuentas conmigo – 3:42 (Juanita Loboguerrero, Miguel Enrique Cubillos)
2. Cazador de amor – 2:58
3. Gafas oscuras – 2:59
4. Necesito de ti – 3:24
5. Lejos de tu amor (Version Remix) – 3:05 (Pablo Tedeschi)